# Das letzte Signal
Das letzte Signal (Original: Island in the Sky) ist ein US-amerikanischer Abenteuerfilm des Regisseurs William A. Wellman aus dem Jahr 1953.

## Inhalt
Während des Zweiten Weltkriegs ist der Pilot Dooley mit seiner Mannschaft auf einem Transportflug über Kanada unterwegs nach Großbritannien. Ein Kälteschaden zwingt die Männer zu einer Notlandung auf einem gefrorenen See der Labrador-Halbinsel. Mit begrenztem Lebensmittelvorrat für höchstens sechs Tage und wenig Gas für den Generator sind sie auf schnelle Hilfe aus der Luft angewiesen.
Colonel Fuller in Maine organisiert eine Rettungsaktion. Dooleys Position kann nur ungefähr ermittelt werden. Hinzu kommt die schlechte Sichtbarkeit aus den Suchflugzeugen heraus, was die Freiwilligen vor die folgenschwere Entscheidung stellt, bereits abgesuchtes Gebiet wiederholt zu überfliegen oder von der Suchliste zu streichen.
Dooley versucht, seine Männer in der Kälte zusammenzuhalten. Doch sein Kopilot Lovatt zieht aus, um zu jagen und kehrt nicht wieder zurück. Schließlich zieht ein Unwetter auf, welches eine Rettungsaktion verunmöglichen könnte.

## Produktion
Das letzte Signal basiert ebenso wie Es wird immer wieder Tag (1954) auf einem Buch von Ernest K. Gann, der auch die Drehbücher verfasste. Beide Filme entstanden unter der Regie von William Wellman und wurden von John Wayne koproduziert. Neben ihm spielten auch weitere sechs Schauspieler in beiden Filmen mit.
In seinen Memoiren Fate Is the Hunter (1961) berichtet Gann von einem Zwischenfall vom 3. Februar 1943, der viele Ähnlichkeiten aufweist. Damals gehörte Gann selbst zu den freiwilligen Piloten, die nach einem notgelandeten Flugzeug suchten. Auch in Das letzte Signal flog Gann eines der Flugzeuge vom Typ Douglas C-47 und diente zusätzlich als technischer Berater.
Gedreht wurden die Außenaufnahmen unter anderem am Donner Lake im Hochgebirgszug Sierra Nevada in Kalifornien.

## Kritiken
Manny Farber von The Nation billigte den Flugaufnahmen und dem frostigen Wetter einige Spannung zu, jedoch nicht genug, um die tristen Monologe, die Wayne an sich selbst richtet, wiedergutzumachen. Auch Clyde Gilmour von McLeans Movies kritisierte einen sentimentalen Touch, fand den Film als Abenteuer in der Wildnis aber durchaus interessant. Positiv hob er die Leistung von Andy Devine in einer nicht-komödiantischen Rolle hervor. Der Filmdienst urteilte: „Gut fotografierte, aber schlichte Unterhaltung.“